# 贝弗莉·卡伦德
贝弗莉·卡伦德（英語：Beverley Callender，1956年8月28日—），旧姓戈达德（Goddard），英国女子田径运动员，主攻短跑。她曾代表英国参加1976年、1980年和1984年夏季奥林匹克运动会田径比赛，获得二枚铜牌。